# Sigmundarfell
Sigmundarfell är en kulle i republiken Island. Den ligger i regionen Västfjordarna, 260 km norr om huvudstaden Reykjavík. Toppen på Sigmundarfell är 489 meter över havet, eller 51 meter över den omgivande terrängen. Bredden vid basen är 0,26 km.
Trakten runt Sigmundarfell är nära nog obefolkad, med mindre än två invånare per kvadratkilometer. Det finns inga samhällen i närheten.